# Northrop YF-23

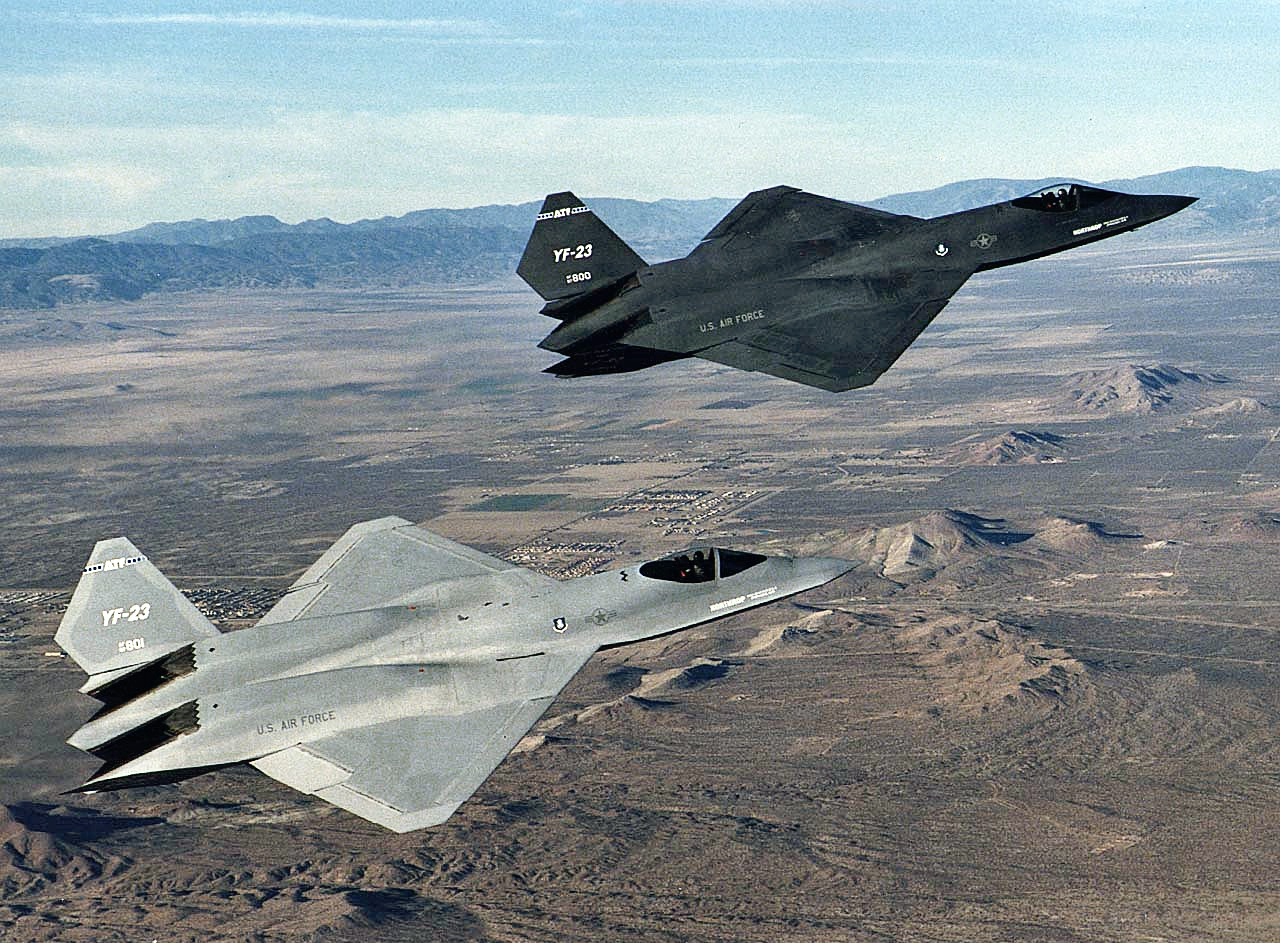
Northrop YF-23

Northrop/McDonnell Douglas YF-23 a fost prototipul unui avion de vânătoare proiectat pentru United States Air Force. YF-23 a intrat în competiția Advanced Tactical Fighter dar a pierdut contractul în favoarea modelului Lockheed YF-22, care a intrat în producția de serie ca F-22 Raptor.